# Лікарня «Луїза Джордан»
Лікарня «Луїза Джордан» Національної служби охорони здоров'я Шотландії (англ. NHS Louisa Jordan) — тимчасова лікарня невідкладної інтенсивної медичної допомоги, створена під час епідемії COVID-19 у Шотландії. Вона розміщувалась у Шотландському виставковому і конференц-центрі у Глазго.

## Історія
Лікарня «Луїза Джордан» знаходилась у підпорядкуванні Національної служби охорони здоров'я Шотландії, та початково була збудована з місткістю 300 ліжок з можливістю розширення до 1000 ліжок. Вона була готова до експлуатації 19 квітня 2020 року, та була офіційно відкрита за допомогою відеозв'язку принцесою Анною. 30 квітня 2020 року.
Лікарня була частково перепрофільована, щоб дозволити проводити інші заходи. У серпні 2020 року було повідомлено, що лікарня працюватиме всю зиму. Її використовували як навчальний центр, а також в ній проводили амбулаторні консультації ортопедів та пластичних хірургів. У лікарні Луїзи Джордан з 8 грудня 2020 року розмістили клініку вакцинації проти COVID-19.
Останній день роботи лікарні був 31 березня 2021 року, а її клініку масової вакцинації перемістили на криту арену «OVO Hydro». 18 липня 2021 року став останнім днем роботи клініки вакцинації.

## Назва
Лікарня була названа на честь Луїзи Джордан, яка загинула на військовій службі під час Першої світової війни під час епідемії висипного тифу в Сербії. Члени сім'ї Джордан були вдячні за назву лікарні. Її двоюрідний племінник Мюррей Кроун заявив: «Члени нашої родини були дуже зворушені присвятою, оскільки ми були знайомі з її історією протягом багатьох років. Це так приємно, що її обрали зараз як представника всіх волонтерів у шотландській жіночій лікарні під час Першої світової війни, які боролись з епідемію тифу в Сербії. І, звичайно, також представляючи всіх сучасних медичних працівників, які роблять усе можливе в цей час, борючись із COVID-19».
Колишній депутат від Лейбористської партії Дуглас Александер розкритикував уряд Шотландії на чолі з Шотландською національною партією за назву закладу, оскільки він не використовував угоду про найменування лікарень «Найтінгейл», яка на момент завершення використовувалася для позначення всіх лікарень допомоги хворим на COVID-19 в іншій частині Великої Британії. Національна служба охорони здоров'я Уельсу так само вирішила не використовувати назву «Найтінгейл» і пізніше після публічних консультацій прийняла назву «Лікарня «Серце дракона»» для своєї основної тимчасової лікарні лікарні, пов'язаної з COVID-19.